# Helicopis pseudolindeni
Helicopis pseudolindeni är en fjärilsart som beskrevs av Le Moult 1940. Helicopis pseudolindeni ingår i släktet Helicopis och familjen Riodinidae. Inga underarter finns listade i Catalogue of Life.